# AMD Gizmo Board
Gizmo Board a Gizmo Board 2 od firmy AMD je alternativa k jednodeskovým počítačům Raspberry Pi, která však nabízí výkon 52,8 GigaFlops (Gizmo Board 1) a 85 GigaFlops (Gizmo Board 2). Avšak na rozdíl od Raspberry Pi poskytuje prostředí kompatibilní s PC, takže umožňuje běh širokého spektra operačních systémů a aplikací, včetně systémů Windows a Linux.

## Hardware

### Gizmo Board
Srdce Gizmo Boardu představuje dvoujádrové APU G-T40E firmy AMD (jádro Bobcat), které běží na frekvenci 1GHz při příkonu do 10Wattů. Součástí procesoru je GPU Radeon HD 6250, běžící na frekvenci 280MHz. Výhledově se uvažuje o multijádrech a vyšších frekvencích. K dispozici je 1GiB DDR3 RAM. Dále je k dispozici široká škála konektorů, jako dvojice USB 2.0, grafický výstup (VGA), audio výstup, 1x SATA. To vše na desce o rozměrech 10x10cm.

### Gizmo Board 2
Gizmo Board 2 je představitel druhé generace jednodeskových počítačů od AMD. Jeho srdcem je dvoujádrové APU AMD Jaguar, které je založeno na stejné architektuře, jako PlayStation 4 a Xbox One. Každé jádro Jaguar je oproti jádru Bobcat vybaveno výrazně posílenou výpočetní jednotkou SIMD a obě tato jádra Jaguar využívají sdílenou paměť cache o kapacitě 1MiB. Integrovaná grafická část je vybavena novou architekturou GCN.

## Software
Díky podpoře instrukční sady x86 (a x86-64), čipsetu a BIOSu kompatibilních s PC, jde svými možnostmi o jakési malé PC, na kterém lze provozovat operační systém Windows a samozřejmě Linux, včetně příslušných aplikací, umožňující z tohoto počítače udělat multimediální centrum nebo souborový či tiskový server. Určitým nedostatkem může být velikost instalované paměti RAM.